# Bedan Karoki
Bedan Karoki Muchiri (né le 21 août 1990 dans le district de Nyandarua) est un athlète kényan, spécialiste du fond et de cross-country

## Biographie
Entraîné au Japon, il se qualifie lors des pré-sélections du Kenya sur 10 000 m et termine ensuite 3e des mêmes sélections qui se déroulent lors du Prefontaine Classic à Eugene (Oregon) le 2 juin 2012, en 27 min 05 s 50 et est sélectionné pour les Jeux olympiques de Londres où il termine à la cinquième place.
Champion kényan de cross-country en 2012, il a remporté la médaille d'argent lors des Jeux panafricains 2011 à Maputo.
En juin 2013, il remporte les facilement les sélections kényanes qualificatives pour les championnats du monde de Moscou en 27 min 31 s 61, devant Paul Tanui et Kenneth Kiprop.
Le 3 mars 2019, il termine deuxième du marathon de Tokyo en 2 h 6 min 48 s.

## Palmarès
| Date | Compétition                            | Lieu           | Résultat | Épreuve     | Temps           |
| ---- | -------------------------------------- | -------------- | -------- | ----------- | --------------- |
| 2011 | Jeux africains                         | Maputo         | 2e       | 10 000 m    | 28 min 19 s 32  |
| 2012 | Jeux olympiques                        | Londres        | 5e       | 10 000 m    | 27 min 32 s 94  |
| 2013 | Championnats du monde                  | Moscou         | 6e       | 10 000 m    | 27 min 27 s 17  |
| 2015 | Championnats du monde de cross         | Guiyang        | 2e       | Individuel  |                 |
| 2015 | Championnats du monde de cross         | Guiyang        | 2e       | Par équipes |                 |
| 2015 | Championnats du monde                  | Pékin          | 4e       | 10 000 m    | 27 min 04 s 77  |
| 2016 | Championnats du monde de semi-marathon | Cardiff        | 2e       | Individuel  | 59 min 36 s     |
| 2016 | Championnats du monde de semi-marathon | Cardiff        | 1er      | Par équipes |                 |
| 2016 | Jeux olympiques                        | Rio de Janeiro | 7e       | 10 000 m    | 27 min 22 s 93  |
| 2017 | Marathon de Londres                    | Londres        | 3e       | Marathon    | 2 h 07 min 41 s |
| 2017 | Championnats du monde                  | Londres        | 4e       | 10 000 m    | 26 min 52 s 12  |
| 2018 | Marathon de Londres                    | Londres        | 5e       | Marathon    | 2 h 08 min 34 s |
| 2019 | Marathon de Tokyo                      | Tokyo          | 2e       | Marathon    | 2 h 06 min 48 s |

### Records
| Épreuve       | Performance    | Lieu     | Date         |
| ------------- | -------------- | -------- | ------------ |
| 5 000 mètres  | 13 min 15 s 76 | Kumagaya | 12 juin 2011 |
| 10 000 mètres | 26 min 52 s 12 | Londres  | 4 août 2017  |